# Мино Станков
Мино Станков Георгиев (на сръбски: Мина Станковић или Mina Stanković, Мина Станкович) е сърбомански войвода и член на Сдружението против българските бандити.

## Биография
Роден е през 1895 година в кратовското село Луково. През 1903 или 1904 година семейството се преселва в Злетово. Според политически противници на Станков баща му бил турски шпионин.
В Първата световна война е мобилизиран в сръбската армия, но се предава в плен на австро-унгарците, след което е освободен и служи в българската армия. Според някои сведения, след войната е доверено лице на сръбските власти в Свети Николе и същевременно сътрудничи на ВМРО и конкретно на Тодор Александров. Заради двойната си игра е осъден на смърт от ВМРО, но през 1924 година войводата Иван Бърльо го помилва по молба на кмета на село Соколарци срещу обещание да не вреди на Организацията.
Заедно с Михаил Каламатиев, Стоян Мишев, Григор Циклев, Мите Соколарски, Илия Пандурски влиза в Сдружението против българските бандити. Застава начело на чета от Кратово за преследване на чети на ВМРО. Получава неограничена власт в Кратовско. В жалби от местото население до сръбските власти се изтъква, че Мино е извършител или подбудител на 200 убийства, на над 4000 побои, на изнасилвания, рекет и финансови машинации. През 1935 година е повишен в чин капитан. По-късно се пенсионира и живее в Злетово.
На 11 декември 1938 година е избран за депутат от Кратово. През 1941 година при разгрома на Югославия от Германия, емигрира в Турция, а след Втората световна война и в САЩ.